# Revenge (Pink)
Revenge è una canzone della cantante statunitense Pink con il featuring del rapper statunitense Eminem, scritta dai due assieme a Max Martin e Shellback, seconda traccia del settimo album in studio di Pink, Beautiful Trauma (2017).

## Video musicale
Il video musicale ufficiale è stato pubblicato su Youtube il 12 ottobre 2017. A maggio 2024 conta oltre 5 milioni di visualizzazioni.

## Classifiche
| Classifiche(2017) | Posizione |
| ----------------- | --------- |
| Australia         | 21        |
| Austria           | 52        |
| Repubblica Ceca   | 59        |
| Canada            | 63        |
| Germania          | 84        |
| Ungaria           | 34        |
| Irlanda           | 55        |
| Paesi Bassi       | 24        |
| Nuova Zelanda     | 30        |
| Scozia            | 29        |
| Slovacchia        | 61        |
| Svezia            | 79        |
| Svizzera          | 40        |
| Regno Unito       | 33        |
| Stati Uniti       | 1         |